# Niclas Fasth
Niclas Fasth (* 29. April 1972 in Göteborg) ist ein schwedischer Berufsgolfer der European Tour.

## Werdegang
Er schlug 1993 die Berufslaufbahn ein und gewann in jenem Jahr drei Turniere auf der Challenge Tour. Seit 1994 ist er ständiges Mitglied der European Tour, mit Ausnahme der Saison 1999, die er auf der Challenge Tour verbringen musste. Fasth hatte sich nämlich den Großteil der Saison 1998 in den USA auf der PGA TOUR versucht und dadurch die für die Spielberechtigung auf der European Tour notwendige Geldranglistenplatzierung verfehlt. Auch auf der nordamerikanischen Turnierserie konnte er sich nicht etablieren. Danach konzentrierte sich Fasth wieder auf das europäische Turniergeschehen und erreichte 2001 mit Platz 10 sein bestes Ranking in der European Tour Order of Merit, nicht zuletzt dank eines zweiten Platzes bei der Open Championship hinter David Duval. 2005 folgte eine weitere gute Saison mit zwei Turniererfolgen und einem 13. Platz in der Geldrangliste. In der Golfweltrangliste stieß er unter die Top 40 vor. In der Saison 2006 konnte er die angesehenen Open de España gewinnen und bei der Mallorca Classic gelang ihm ein weiterer Sieg auf spanischem Boden.
Fasth spielte viermal für sein Land im World Cup, dreimal für Kontinentaleuropa in der Seve Trophy und stand 2002 in der siegreichen europäischen Ryder Cup Mannschaft.
Niclas Fasth ist seit 2002 mit seiner Frau Marie verheiratet. Die beiden haben zwei Kinder und ihren Wohnsitz im englischen Ascot.

## European Tour Siege
- 2000 Madeira Island Open
- 2005 Holden New Zealand Open, Deutsche Bank Players Championship of Europe
- 2006 Open de España, Mallorca Classic
- 2007 BMW International Open

## Andere Turniersiege
- 1993 Västerås Open, Compaq Open, Open Dijon Bourgogne (alle Challenge Tour), Swedish Professional Championship
- 1996 European Tour Qualifying School
- 1999 Daewoo Warsaw Golf Open (Challenge Tour)

## Teilnahmen an Teambewerben
- World Cup (für Schweden): 2001, 2002, 2003, 2005
- Ryder Cup (für Europa):  2002 (Sieger)
- Seve Trophy (für Kontinentaleuropa): 2002, 2003, 2005
- Royal Trophy (für Europa): 2007 (Sieger), 2009